# Anthus brachyurus
Anthus brachyurus là một loài chi trong họ Motacillidae.
Nó sinh sống ở Angola, Burundi, Cộng hòa Congo, Cộng hòa Dân chủ Congo, Gabon, Mozambique, Rwanda, Somalia, Nam Phi, Tanzania, Uganda, Zambia, và Zimbabwe.
Phạm vị phân bố tự nhiên của nó là đồng cỏ khô nhiệt đới hay cận nhiệt đới và đồng cỏ đất thấp khập nước theo mùa nhiệt đới hay cận nhiệt đới.